# The Legend of the Mystical Ninja
The Legend of the Mystical Ninja (がんばれゴエモン〜ゆき姫救出絵巻〜, Ganbare Goemon: Yukihime Kyuushutsu Emaki) est un jeu vidéo d'action-aventure développé et édité par Konami en 1991 sur Super Nintendo. Il fait partie de la série Ganbare Goemon.

## Synopsis
Un grand malheur frappe le village de Horo-Horo : la princesse bien-aimée a disparu. Et sans ses pouvoirs, des sauterelles géantes viendront tout dévaster !
Tous les espoirs reposent sur les deux gardiens ninja du village, Kid Ying et Dr Yang. Ying, jeune ninja mystique et hardi, taillade ses ennemis en chevauchant son tigre. Yang, son mentor aux grands pouvoirs, maîtrise l'art de la transformation spirituelle. Ensemble, ils doivent traverser les dix niveaux du Dragon pour retrouver la princesse... quitte à y laisser la vie.

## Rééditions
- 2005 - Game Boy Advance dans la compilation Kessakusen! Ganbare Goemon 1 & 2.
- 2007 - Wii CV
- 2016 - New Nintendo 3DS CV